# Джексон Шане
Джексон Шане (фр. Jackson Chanet; 25 березня 1980) — французький професійний боксер, чемпіон Європи серед аматорів, чемпіон Європи за версією EBU у другій середній вазі.

## Аматорська кар'єра
На чемпіонаті Європи 2000 Джексон Шане став чемпіоном в категорії до 91 кг.
- В 1/8 фіналу переміг Себастьяна Кебера (Німеччина) — 3-2
- У чвертьфіналі переміг Магомеда Аріпгаджиєва (Азербайджан) — 6-5
- У півфіналі переміг Еміл Гараї (Угорщина) — 4-2
- У фіналі переміг Султана Ібрагімова (Росія) — DQ 4

На Олімпійських іграх 2000 у першому бою переміг Мохамеда Аззауї (Алжир) — RSC, а у другому програв Султану Ібрагімову (Росія) — 13-18.

## Професіональна кар'єра
2001 року дебютував на професійному рингу. Виступав у другій середній вазі. Впродовж 2001—2004 років провів двадцять переможних боїв. 21 жовтня 2004 року вийшов на бій за вакантний титул чемпіона Європейського Союзу за версією EBU у другій середній вазі проти співвітчизника Рашида Канфуа, в якому здобув перемогу рішенням більшості суддів.
18 листопада 2005 року вийшов на бій проти чемпіона Європи за версією EBU у другій середній вазі Віталія Ципко (Україна) і здобув перемогу одностайним рішенням суддів. В наступному бою втратив титул чемпіона, програвши нокаутом Мгеру Мкртчяну (Вірменія).
2 грудня 2006 року Джексон Шане вийшов на бій проти чемпіона Європи за версією EBU у другій середній вазі Давида Гогія (Росія), який відібрав титул у Мгера Мкртчяна. Бій закінчився перемогою росіянина одностайним рішенням суддів.